# جيوف ستولتس
جيوف ستولتس (بالإنجليزية: Geoff Stults)‏ (و. 1977  م) هو ممثل تلفزي، وممثل أفلام، من الولايات المتحدة، ولد في ديترويت، مركز لعبه هو مستقبل واسع ‏.

## التعليم
تعلم في كلية ويتير ‏، وManitou Springs High School ‏.

## وصلات خارجية
- جيوف ستولتس على موقع IMDb (الإنجليزية)
- جيوف ستولتس على موقع ألو سيني (الفرنسية)
- جيوف ستولتس على موقع ميوزك برينز (الإنجليزية)
- جيوف ستولتس على موقع أول موفي (الإنجليزية)
- جيوف ستولتس على موقع قاعدة بيانات الأفلام السويدية (السويدية)
- جيوف ستولتس على موقع إن إن دي بي (الإنجليزية)
- جيوف ستولتس على موقع قاعدة بيانات الفيلم (الإنجليزية)
- جيوف ستولتس على موقع كينوبويسك (الروسية)